# Talsystem
Talsystem, talbeteckningssystem eller siffersystem används för att med hjälp av symboler eller grupper av symboler beteckna tal, i första hand positiva heltal.
Det enklaste talsystemet är det unära talsystemet i vilket varje naturligt tal representeras av motsvarande antal symboler. Om man till exempel använder enhetssymbolen | skulle talet "sju" skrivas |||||||. Ett sådant system blir snabbt otympligt och fungerar bara för små tal.
Genom att till exempel introducera symboler för olika potenser av 10 kan man korta ner talet betydligt. Om man låter | betyda "ett", @ betyda "tio" och # "hundra", kan till exempel talet 304 skrivas ###||||, vilket är mer kompakt. Det gamla egyptiska systemet använde denna teknik. Det romerska talsystemet är en modifikation av denna idé liksom mayakulturens mer avancerade system med nolla och ytterligare två symboler, · och — för ett respektive fem, vilka placerades ovanför varandra för att beteckna olika tal.
Mer användbara är system som utnyttjar speciella förkortningar för symbolrepetitioner genom att använda vanliga siffror för ändamålet. Då kan till exempel talet 304 istället skrivas som 3#4|, vilket är fyra tecken jämfört med tidigare sju.

## Positionssystem
Ännu elegantare är ett positionssystem som kan varieras efter behov, där talvärdet av en sifferföljd inte bara bestäms av siffrornas tilldelade värden utan även av deras positioner i följden. Det vanliga sättet att skriva tal på, det decimala talsystemet med arabiska siffror, är ett positionssystem.
Varje siffra anger antal av en potens av systemets talbas. Varje position har en bestämd potens och talets värde erhålles genom att multiplicera siffror med sina potenser och därefter addera ihop dem. Mayakulturens matematik är ett exempel på ett tidigt sådant system med talbasen 20.

## Redundanta talsystem
I ett redundant talsystem finns det mer än ett sätt att representera varje tal. Detta sker t.ex. om man i ett positionssystem tillåter fler siffror än talsystemets talbas.
Exempel
Talbas 2 med siffermängden {0, 1, 2}
Då kan talet 10 skrivas på 4 olika sätt:
- 1010 = 1*8 + 1*2
- 0210 = 2*4 + 1*2
- 1002 = 1*8 + 2*1
- 0202 = 2*4 + 2*1